# الدافع (فلم 2019)
الدافع (بالملايوية: Motif) هو فيلم دراما جريمة ماليزي تم إصداره في 26 سبتمبر 2019. هذا الفيلم من بطولة شريفة أماني.

## طاقم العمل
- شريفة أماني

## روابط خارجية
- مقالات تستعمل روابط فنية بلا صلة مع ويكي بيانات